# فدراسیون بین‌المللی ورزش‌های نابینایان
فدراسیون بین‌المللی ورزش‌های نابینایان (به انگلیسی: International Blind Sports Federation، یا IBSF) سازمانی غیر انتفاعی است که در سال ۱۹۸۱ در پاریس فرانسه شکل گرفت. هدف این سازمان آن است که افراد نابینا و کسانی که بینایی کمتر از معمول دارند را از طریق ورزش در جامعه وارد کند و آنان را ترغیب کند که ورزش کنند.
رئیس فعلی این فدراسیون فیل کریون (به انگلیسی: Phil Craven) است.